# 江川明夫
江川 明夫（えがわ あきお、1951年7月22日 - ）は、日本の外交官。2010年（平成22年）9月10日から2013年（平成25年）まで、ザンビア駐箚特命全権大使。 2013年10月11日からスロヴァキア駐箚特命全権大使。

## 経歴・人物
- 神奈川県出身。
- 1974年 外務公務員採用上級試験に合格する。
- 1975年 東京大学教養学部を卒業し、外務省に入省。
- 1976年-1978年 英語研修（米国プリンストン大学大学院国際関係論修士課程修了）
- 1978年-1986年 アメリカ局、欧亜局大洋州課長補佐、情報調査局企画課首席事務官などを経て、
- 1986年 在オーストラリア大使館一等書記官
- 1989年 在イラン大使館一等書記官
- 1991年 大臣官房総務課企画官
- 1993年 大臣官房領事移住部外国人課長
- 1995年 大蔵省関税局調査保税課長
- 1997年 ロサンゼルス総領事館領事
- 2000年 在タンザニア大使館公使
- 2002年 在フィリピン大使館公使
- 2006年 ポートランド総領事
- 2009年 石油天然ガス・金属鉱物資源機構特命参与
- 2010年8月（9月10日発令） 駐ザンビア特命全権大使
- 2013年10月11日 駐スロヴァキア特命全権大使[2][3][4]。
- 2017年5月1日 一般社団法人徳洲会特任顧問（海外事業担当）[5]

## 同期
- 河相周夫（12年外務事務次官・10年内閣官房副長官補）
- 別所浩郎（12年駐韓大使・10年外務審議官）
- 奥田紀宏（13年駐カナダ大使・10年駐エジプト大使・08年国連次席大使）
- 谷崎泰明（13年外務省研修所長・10年駐ベトナム大使）
- 三輪昭（14年関西担当大使・10年駐ブラジル大使・08年駐ポルトガル大使）
- 鈴木庸一（13年駐フランス大使・10年駐シンガポール大使）
- 持田繁（10年国連事務総長副特別代表）
- 門司健次郎（13年ユネスコ代表部大使・10年駐カタール大使）
- 渥美千尋（11年駐アイルランド大使・08年駐パキスタン大使）
- 山口寿男（07年駐ノルウェー大使・06年駐イラク大使）
- 岸野博之（13年駐ラオス大使・10年駐エチオピア大使）
- 水城幾雄（10年駐パナマ大使）
- 竹内春久（13年駐シンガポール大使・11年駐沖縄担当大使・08年駐イスラエル大使）
- 西林万寿夫（13年駐ギリシャ大使・10年兼北極担当大使・12年文化交流担当大使・09年駐キューバ大使）
- 篠塚保（12年国際テロ対策・組織犯罪対策協力担当兼サイバー政策担当大使・09年駐バングラデシュ大使）
- 蒲原正義（13年駐カザフスタン大使・12年査察担当大使・9年駐グルジア大使）
- 森元誠二（13年駐スウェーデン大使・08年駐オマーン大使）
- 小林祐武（98年外務省経済局総務参事官室課長補佐）
- 椿秀洋（12年駐ボリビア大使）
- 庄司隆一（11年駐ナイジェリア大使）
- 清水武則（11年駐モンゴル大使）
- 隈丸優次（13年駐カンボジア大使）
- 藤田順三（13年駐ウガンダ大使）
- 丸尾眞（12年科学技術協力担当大使・10年駐キルギス大使）
- 名井良三（13年駐アンゴラ大使）
- 福田米蔵（11年駐ジンバブエ大使）
- 大部一秋（13年駐ウルグアイ大使）